# Assedio di Fort William Henry
L'assedio di Fort William Henry si svolse dal 3 agosto al 9 agosto del 1757, durante la guerra dei sette anni.

## Storia
Le truppe britanniche del Tenente colonnello George Munro trincerate nel forte furono costrette alla capitolazione dalla superiorità dell'esercito francese del Marchese di Montcalm e dal mancato arrivo dei rinforzi. Dopo la fine dell'assedio, gli indiani alleati dei francesi violarono i termini di resa accordati da Montcalm a Munro attaccando la colonna inglese in ritirata verso Albany e massacrando alcune centinaia di soldati e civili. La barbarie di tale evento rese la battaglia tra le più note della guerra franco-indiana, capitolo nordamericano della guerra dei sette anni. L'assedio ed il massacro di Fort William Henry è stato immortalato dallo scrittore statunitense James Fenimore Cooper nel celeberrimo romanzo L'ultimo dei Mohicani.